# Emilie Mol
Emilie Mol (11 mei 1989) is Nederlands hockeyinternational, en speelde tot dusver (peildatum 11 april 2008) één officiële interland (nul doelpunten) voor de Nederlandse vrouwenploeg.
Mol debuteerde op 8 april 2008 voor Oranje in een interland met Europees Kampioen Duitsland (2-1) te Vught. Bondscoach Marc Lammers had haar op 13 februari 2008 als stagiaire aan zijn selectie toegevoegd. Op 10 april 2008 maakte Lammers bekend dat ze weer bij Jong Oranje gaat rijpen en geen deel meer uitmaakt van de Oranje-selectie voor de Olympische Spelen van Peking.
Aanvalster Mol begon op haar zevende jaar met hockeyen bij HTC Son, waar zij op veertienjarige leeftijd doorstootte naar de hoofdmacht. Een overstap naar de A-jeugd van Den Bosch volgde, waar zij vanaf het seizoen 2005-2006 deel uitmaakte van de eerste selectie.
Oud-international Mijntje Donners beschouwde op 29 februari 2008 Mol als een groot talent.

## Belangrijkste prestaties
Mol won met Den Bosch in de periode 2005-2008 driemaal de landstitel en driemaal de Europa Cup I.